# Список аэропортов Зимбабве

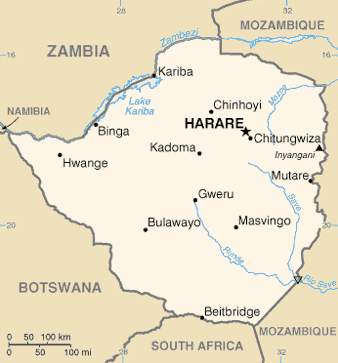
Карта Зимбабве

В Зимбабве функционируют два крупных международных аэропорта, в городах Булавайо и Хараре, из которых осуществляются регулярные пассажирские маршруты за пределы страны, а также несколько местных аэропортов.

## Аэропорты Зимбабве[1]
Названия аэропортов, выделенные жирным шрифтом, указывают на то, что в аэропорту есть регулярные рейсы коммерческих авиакомпаний.
| Город                             | Провинция              | ИКАО | ИАТА | Название аэропорта                                                                   |
| --------------------------------- | ---------------------- | ---- | ---- | ------------------------------------------------------------------------------------ |
| Булавайо                          | Булавайо               | FVBU | BUQ  | Международный аэропорт Джошуа Мкабуко Нкомо                                          |
| Сентенари                         | Центральный Машоналенд | FVCN |      | Аэропорт Сентенари                                                                   |
| Чипинге                           | Маникаленд             | FVCH | CHJ  | Аэропорт Чипинге                                                                     |
| Чиредзи                           | Масвинго               | FVCZ | BFO  | Аэропорт Буффало Рейндж                                                              |
| Гверу                             | Мидлендс               | FVTL | GWE  | Авиабаза Гверу-Торнхилл                                                              |
| Хараре                            | Хараре                 | FVHA | HRE  | Международный аэропорт Роберта Габриэля Мугабе (бывший международный аэропорт Хараре |
| Хараре                            | Хараре                 | FVCP |      | Аэропорт Чарльза Принса                                                              |
| Хванге (Национальный парк Хванге) | Северный Матабелеленд  | FVWN | HWN  | Аэропорт национального парка Хванге                                                  |
| Хванге                            | Северный Матабелеленд  | FVWT | WKI  | Аэропорт Хванге Таун                                                                 |
| Кариба                            | Западный Машоналенд    | FVKB | KAB  | Аэропорт Кариба                                                                      |
| Котва                             | Восточный Машоналенд   | FVOT |      | Аэропорт Котва                                                                       |
| Квекве                            | Мидлендс               | FVKK |      | Аэропорт Квекве Восточный                                                            |
| Марондера                         | Восточный Машоналенд   | FVMA |      | Аэропорт Марондера                                                                   |
| Масвинго                          | Масвинго               | FVMV | MVZ  | Аэропорт Масвинго                                                                    |
| Мхангура                          | Западный Машоналенд    |      |      | Аэропорт Мхангура (закрыт)                                                           |
| Дарвин Маунт                      | Центральный Машоналенд | FVMD |      | Аэропорт Маунт-Дарвин                                                                |
| Мутаре                            | Маникаленд             | FVMU | UTA  | Аэропорт Мутаре                                                                      |
| Мутаре                            | Маникаленд             | FVGR |      | Аэропорт Гранд Риф                                                                   |
| Мутоко                            | Восточный Машоналенд   | FVMT |      | Аэропорт Мутоко                                                                      |
| Виктория-Фолс                     | Северный Матабелеленд  | FVFA | VFA  | Аэропорт Виктория-Фолс                                                               |
| Звишаване                         | Мидлендс               | FVSH |      | Аэропорт Звишаване                                                                   |